# Li Qing
Li Qing  (chiń. 李青 ur. 1 grudnia 1972 w Yingcheng) – chińska skoczkini do wody. Srebrna medalistka olimpijska z Seulu.
Zawody w 1988 były jej jedynymi igrzyskami olimpijskimi. Po medal sięgnęła w wieku 15 lat w skokach z trampoliny trzymetrowej. Jej mąż Tan Liangde także był skoczkiem do wody i medalistą olimpijskim.